# Vízpiac
A vízpiac alatt az ivóvíz értékesítését értjük. A liberalizációs folyamatok során az állam tulajdonából magánszemélyekhez kerül az ivóvíz tulajdonjoga. Morális okok miatt sokan megkérdőjelezik a víz privatizációját. A globális felmelegedési válság egyik hatása az ivóvízhiány.

## Lásd még
- sótalanítás
- vízbank
- víz-üzlet
- fenntartható öntözés
- vízelosztás hatásfoka

## Külső hivatkozások
- Egy szomjas civilizáció